# Jan Mladota ze Solopisk
Jan Nepomuk Mladota ze Solopisk (7. září 1917 Praha – 26. dubna 2001) pocházel z rodu Mladotů ze Solopisk.

## Život

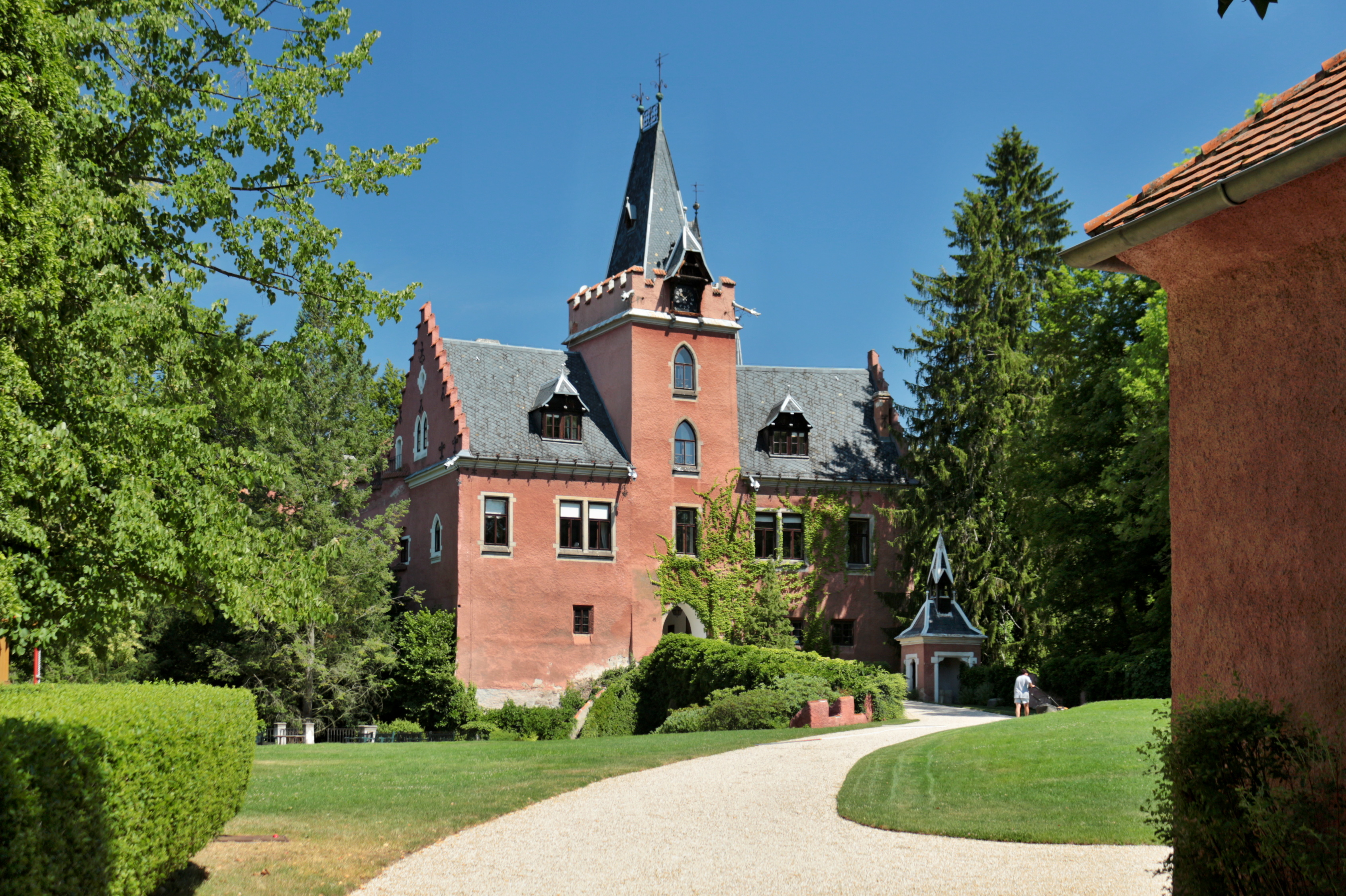
Zámek Červený Hrádek

Narodil se jako syn barona Oliviera Mladoty ze Solopisk (1884–1937) a jeho manželky Rosy, roz. von Lumbe (1889–1977).
Po smrti otce, který zemřel následkem autonehody u Českého Brodu, zdědil dluh 3 miliony, který musel splatit. To se mu podařilo prodejem mlýna, lihovaru a části dvou velkostatků. V září 1939 byl signatářem Národnostního prohlášení české šlechty. Za války se na zámku ubytoval oddíl wehrmachtu, který se vracel z bojů s jugoslávskými partyzány.
Dne 25. února 1948 byl v sídle švýcarské ambasády na Hradčanském náměstí (Salmovský palác) a z oken natáčel brutální zásah policie a lidových milicí proti studentské demonstraci. Následující den byl na Červeném Hrádku zatčen komunistickou policií a odvezen do vězení v Táboře, kde byl 4 měsíce vězněn. Manželka emigrovala 19. března 1948 do Rakouska, hranice přeplula nedaleko Bratislavy spolu s Bedřichem Mensdorffem-Pouilly (1925–2018). Sice byli zadrženi rakouskými celníky a uvězněni v Hainburgu, ale nakonec byli tajně v sanitce převezeni do Vídně. Po propuštění se rozhodl opustit republiku a sejít se s manželkou. Přes Bratislavu byl v polovině září 1948 nelegálně převeden do Rakouska. Vlakem dojel do Vídně Vídně a s manželkou dále do Salcburku. Koncem roku 1949 společně odcestovali do Neapole a po 11 dnech na lodi Greely dorazili do New Yorku.
Po příjezdu do Spojených států pracoval jako mechanik u firmy MC Truck. Poté pracoval jako manažer u firmy, dovážející obuvnické stroje. Po pěti letech oba manželé získali americké občanství. Po přestěhování do Bostonu pracoval u další obuvnické firmy. Zde se zabýval marketinkem strojů a designem. V roce 1960 byl svým zaměstnavatelem vyslán do Švýcarska, aby zde založil pobočku, kterou o 26 let později převzal a rozšířil.
V roce 1992 byl jmenován čestným občanem Sedlčan a byl mu navrácen rodový majetek se zámkem Červený Hrádek, který nechal zrestaurovat. Napůl bydlel v Lausanne, napůl v Čechách.
Zemřel po těžké nemoci 26. dubna 2001 ve věku třiaosmdesáti let. Urna s jeho popelem byla uložena do rodinné hrobky v Kosově Hoře.

## Rodina
Dne 22. dubna 1945 se v Červeném Hrádku oženil s Henriettou svobodnou paní Goldegg von und zu Lindenburg (13. 9. 1924 Innsbruck – 13. 8. 2011 Lausanne). Manželka a přátelé Janovi říkali Muki. Hentrietta v USA pracovala v obchodě se skandinávským nábytkem jako účetní, později jako vedoucí. Navrhovala také interiéry. Pár však zůstal bezdětný a Janem Mladotou ze Solopisk jeho rod vymřel. 
Do Ameriky se přestěhovala také Janova matka Rosa, která měla rakouský pas.